# Noel Larkin
Noel Larkin (Athlone, 6 gennaio 1955) è un ex calciatore irlandese.

## Biografia
Proveniente da una famiglia di calciatori (lo zio materno giocò per molti anni nell'Athlone Town), entrò nella squadra della sua città natale nel 1970, esordendo in League of Ireland l'anno successivo, in occasione di un match esterno contro lo Shelbourne.
Divenuto presto una delle pedine fondamentali del gioco della squadra, Larkin si rivelò decisivo per alcuni dei successi conseguiti dall'Athlone Town nel decennio successivo (tra cui la qualificazione alla Coppa UEFA nella stagione 1974-75 e la vittoria di due titoli nazionali nei primi anni ottanta), in particolare la vittoria dell'edizione 1982-83 della League of Ireland, in cui ebbe modo di laurearsi capocannoniere della stagione con 18 reti.
Trasferitosi allo Shamrock Rovers nel 1984 grazie all'interessamento di Jim McLaughlin, Larkin partecipò attivamente alla conquista di tre accoppiate campionato-coppa nazionale tra il 1984-85 e il 1986-87 con 34 reti complessive. Dopo la conquista di una tripletta con il Derry City nella stagione 1988-89, Larkin emigrò in Australia dove continuò a giocare in alcuni club minori fino al ritiro, avvenuto nel 1993.

## Palmarès

### Club

#### Competizioni nazionali
- League of Ireland: 6

Athlone Town: 1980-81, 1982-83
Shamrock Rovers: 1984-85, 1985-86, 1986-87
Derry City: 1988-89
- FAI Cup: 6

Shamrock Rovers: 1984-85, 1985-86, 1986-87
Derry City: 1988-89
- League of Ireland Cup: 4

Athlone Town: 1979-80, 1981-82, 1982-83
Derry City: 1988-89

### Individuale
- Capocannoniere del campionato irlandese: 1

1982-83 (18 reti)